# 106
Năm 106 là một năm trong lịch Julius. 

## Mất
- Hán Hòa Đế, nhà đông Hán (b. 79)